# Wairarapa United
Maillots
Actualités
Wairarapa United est un club de football basé à Masterton, en Nouvelle-Zélande. Il a été formé par la fusion entre Masterton et Carterton en 1996.
Il concourt dans la Central Premier League depuis 2009. Le club remporte la Coupe de Nouvelle-Zélande de football en 2011.
Le club participe en 2021 à la première saison de National League, dans la Central League.